# 勞特利奇
勞特利奇（英語：Routledge，/ˈraʊtlɪdʒ/）是一家英國跨國出版商，由喬治·勞特利奇正式創辦於1851年，專注於學術書籍、期刊以及在線資源出版服務，主要涉及社會科學、人文學科、建成環境、教育和行爲科學領域。該公司每年出版約1,800份期刊和2,000部新書，並同時再版超過35,000本著作。

## 外部連結
- 官方网站（英文）